# Максимов, Гавриил Михайлович
Гавриил Михайлович Максимов (по сцене Максимов Гавриил Михайлович III; 21 марта (2 апреля) 1827 — 7 (19) мая 1882) — актёр, артист Санкт-Петербургской драматической труппы, мемуарист.
Брат А. М. Максимова.

## Биография
Родился 21 марта (2 апреля) 1827 года.
Автор нескольких водевилей:
- «Влюблённый голодный» (1850),
- «Заколдованные медведи» (1852),
- «Прежде скончались, потом повенчались» (1853),
- «Приключение накануне обручения» (1855),
- из которых «Прежде скончались» (2-е изд. 1880) долго удерживался в репертуаре.

Издал театральные воспоминания под заглавием «Свет и тени Санкт-Петербургской драматической труппы за годы 1846—1876» (СПб., 1878).
Умер 7 (19) мая 1882 года (в Петербургском некрополе — 6 мая). Похоронен на Кузьминском кладбище в Царском Селе.